# Vilanova de Sau
Vilanova de Sau est une commune de la province de Barcelone, en Catalogne, en Espagne, de la comarque d'Osona.

## Lac de retenue
Dans les années 1960, un lac réservoir a été créé, provoquant l'inondation de la vieille ville. L'église médiévale de Sant Romà de Sau, datant du XIe siècle, et d’autres bâtiments ont été engloutis.
Le clocher de l'église émerge de temps à autre selon les périodes de sécheresse. Début 2023, l’édifice est entièrement visible pour la première fois en raison d'une forte sécheresse. Ces trente dernières années, le clocher de l’église était brièvement réapparu à plusieurs reprises.